# Nexter Aravis
Nexter Aravis — бронеавтомобиль, предназначенный для передвижения пехоты, разработанный и построенный французской компанией Nexter. Заказ на 15 бронетранспортёров Aravis был размещен Делегацией по общим вопросам вооружения в апреле 2009 года для использования французской армией в качестве разведывательного и эскортного транспорта для инженерных подразделений. Поставка по первоначальному заказу началась в январе 2010 года.

## Конструкция
Шасси Aravis основано на шасси Unimog U5000. Общий внутренний объем транспортного средства составляет 9,5 м³, при этом 8 м³ из них находятся под полной бронированной защитой. Aravis может быть оснащен для выполнения различных задач, включая патрульное транспортное средство, машину скорой помощи и машину управления и контроля.

### Защита
Aravis разработан с учетом защиты от мин, самодельных взрывных устройств, бронебойных пуль калибра 14,5 мм и обстрелов артиллерии калибра 155 мм, соответствуя полным требованиям уровня 4 STANAG 4596. Как и многие другие бронированные от мин машины, Aravis построен с корпусом в форме V, предназначенным для отклонения как можно большего количества энергии от взрывов под машиной от машины. Компания Nexter запатентовала модульное бронирование корпуса, используемое на Aravis, под названием "Safepro". Транспортное средство выдержало взрывы 50 кг (110 фунтов) тротила на расстоянии 5 м (16 футов) в ходе испытаний.

### Вооружение
Основное вооружение Aravis размещено в станции дистанционного управления вооружением. Вооружение может варьироваться в зависимости от требований заказчика, но транспортное средство было представлено с установкой пулемета Selex калибра 12,7 мм, и Nexter разработала станцию дистанционного управления вооружением ARX 20, оснащенную пушкой M621 калибра 20 мм.

### Маневренность
Aravis способен развивать скорость до 100 км/ч на дорогах и, как утверждается, обладает "высоким стандартом маневренности в сложной местности и в городских условиях". Без предварительной подготовки транспортное средство может бродить по воде до 1 м. Aravis использует шины Michelin 365/80R 20 152 K с системами самозаполнения и центрального подкачивания. Стратегическая и оперативная мобильность транспортного средства обеспечивается транспортировкой на самолетах, эквивалентных C-130 Hercules или крупнее.

## История эксплуатации
Французская армия развернула 11 транспортных средств Aravis в Афганистане (с 2010 года до отъезда французских войск) и, начиная с 2016 года, 6 из них в Мали, в рамках операции Бархан. В обоих случаях они использовались подразделениями военных инженеров для разминирования маршрутов. Транспортное средство Aravis французской армии также было замечено в Сирии.
Известно, что транспортное средство Nexter Aravis было задействовано при попытке габонского государственного переворота в 2019 году силами республиканской гвардии Габона для подавления мятежных габонских солдат.

## Операторы
- Албания - военнослужащие различных подразделений испытали Aravis в 2012 году, однако точное количество приобретенных транспортных средств неизвестно.
- Франция –  15 единиц, известных как Véhicule Blindé Hautement Protégé (высоко защищенные бронированные транспортные средства).
- Габон – заказано 12 единиц, но из-за финансовых ограничений поставлено только 8, вооруженных 20-мм пушками.
- Саудовская Аравия – в 2011 году было заказано 73 транспортных средства с 20-мм пушками, а еще 191 в 2012 году. Этот заказ на 264 БТР, предназначенных для национальной гвардии Саудовской Аравии, был заблокирован Германией в 2012 году, но все они были поставлены с 2013 по 2016 год. .